# Folk metal
Folk Metal este un subgen al muzicii heavy metal, apărut în Europa în anii 1990 ca o fuziune dintre metal și muzica folk tradițională.
Unul din cele mai timpurii exemple de folk metal este formația engleză Golgotha, al cărui EP din 1984 Dangerous Games conținea un mixaj dintre stilurile New Wave of British Heavy Metal și folk. Cu toate acestea, genul nu s-a fost dezvoltat în continuare până la apariția altei trupe englezești, Skyclad, care pe albumul său de debut The Wayward Sons of Mother Earth, lansat în 1990, a utilizat acest stil, fapt ce a făcut ca formația să fie considerată inițiatoarea și pionerul genului folk metal. Abia la începutul anilor 2000 genul a sporit în popularitate, în special în Finlanda, datorită aportului formațiilor Finntroll, Ensiferum, Korpiklaani, Turisas, și Moonsorrow.
Folk metalul este caracterizat de diversitate, reprezenanții săi utilizând o gamă largă de instrumente folk, iar formațiile de obicei au în componența de bază 6 membri sau mai mulți. Tematica versurilor genului în general se axează pe fantezie, mitologie, păgânism, istorie și natură.

Albumul The Wayward Sons of Mother Earth al formației Skyclad este cel mai timpuriu album folk metal